# Acanthomyrmex concavus
Acanthomyrmex concavus (лат.) — вид муравьёв (Formicidae) рода Acanthomyrmex из подсемейства Myrmicinae. Встречаются в Юго-Восточной Азии: остров Борнео (Саравак и Сабах).

## Описание
Мелкие муравьи (менее 5 мм) с большеголовыми солдатами (крупными рабочими). Тело красновато-коричневое. От близких видов отличается следующими признаками: брюшко голое, без волосков, блестящее; проподеальные шипы без широкого основания; голова с затылочной выемкой. Голова рабочих наиболее широкая над глазами; с многими округлыми ямками с толстыми стенками; дорсально самые длинные волоски простираются на 0,10—0,12 мм. Промеры мелких рабочих: длина головы (HL) — 0,9 мм, ширина головы (HW) — около 1,1 мм, отношение ширины головы к её длине (HW/HL x 100 = CI) — 122; длина скапуса (SL) — 0,9 мм, индекс скапуса (отношение длины скапуса к ширине головы; SI) — менее 90. Усики 12-члениковые, булава состоит из 3 сегментов. Вид был впервые описан в 1986 году американским мирмекологом Марком Моффетом и включён в состав видовой группы notabilis.

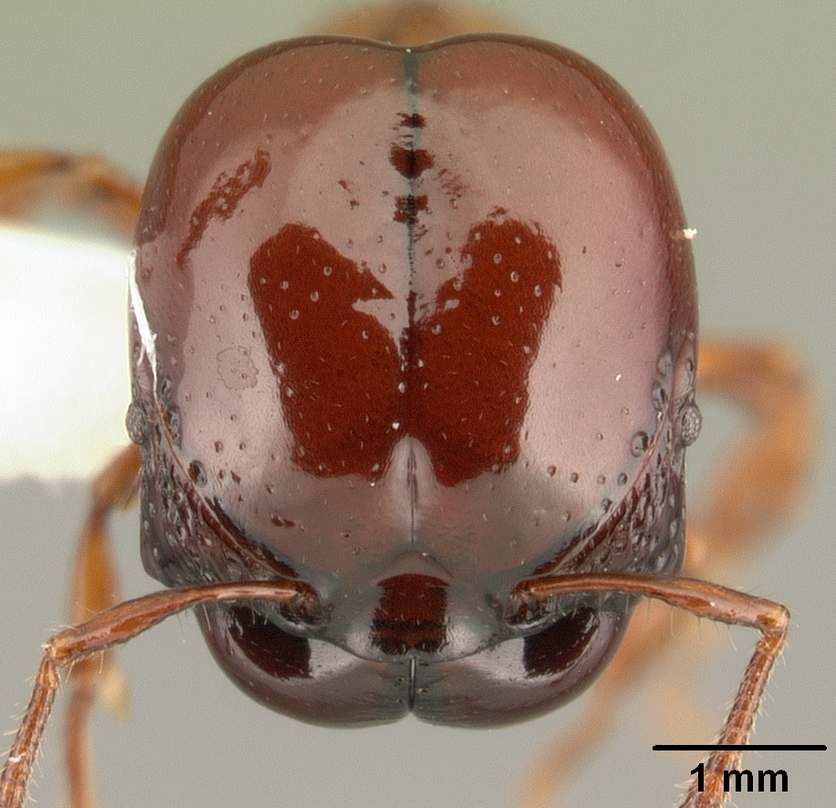
Макросолдат
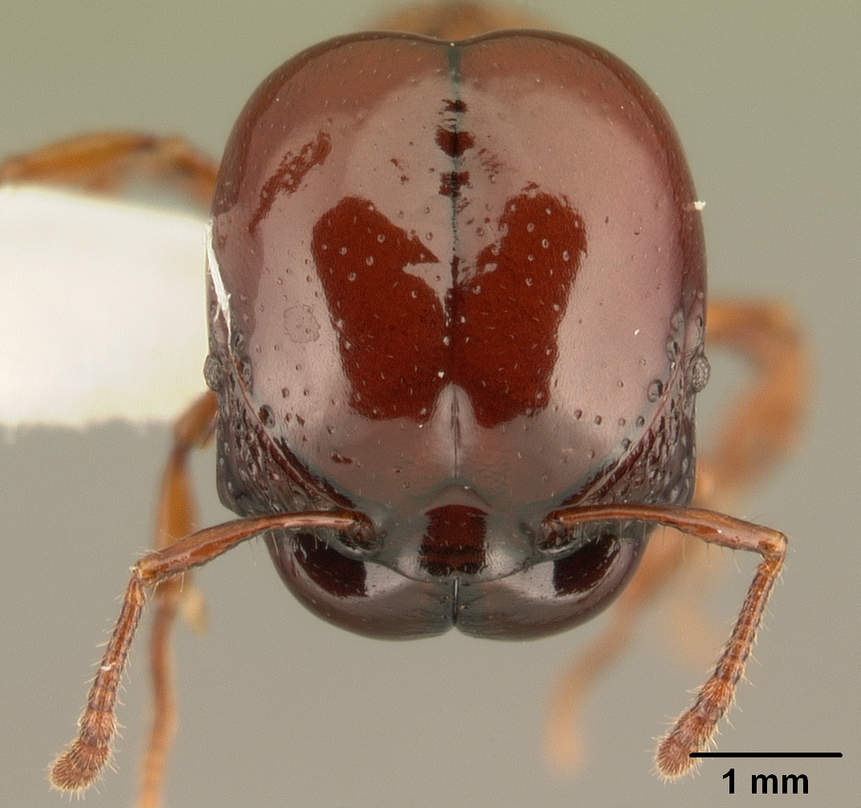
Солдат
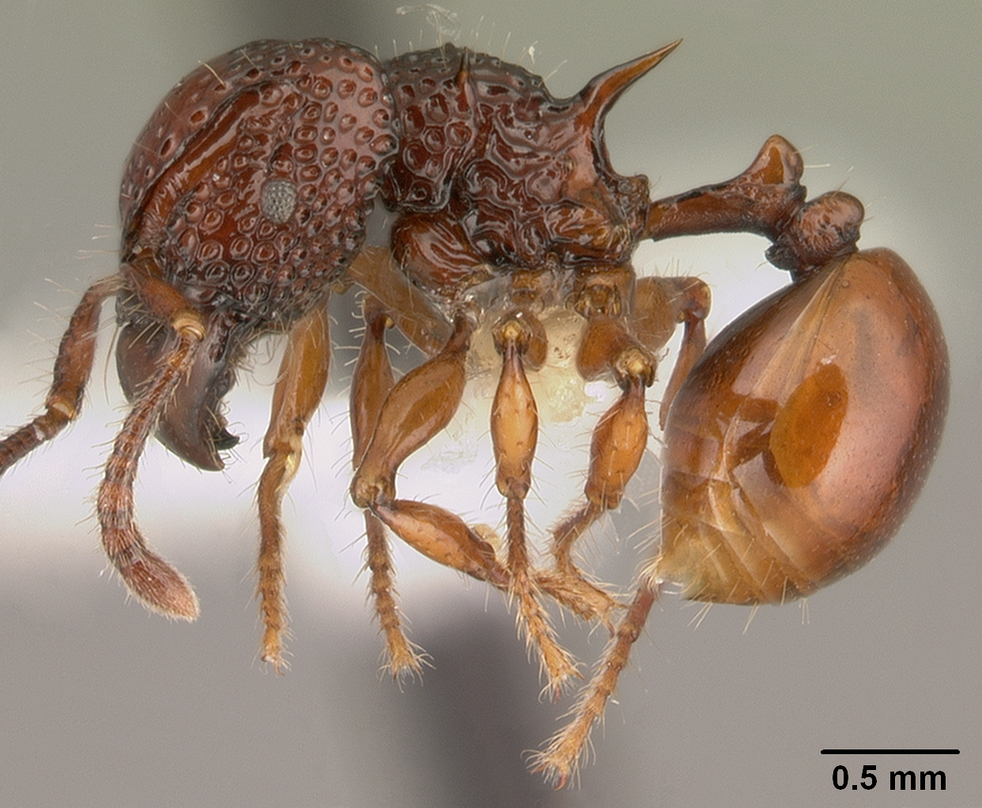
Рабочий
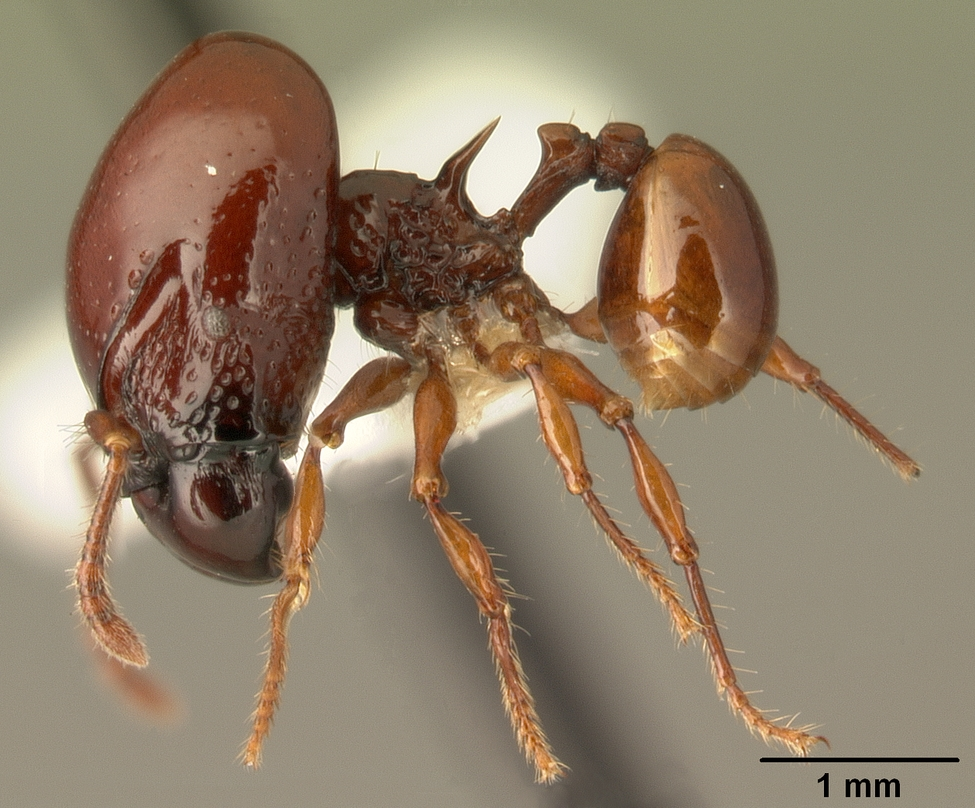
Солдат